# Perissus persimilis
Perissus persimilis là một loài bọ cánh cứng trong họ Cerambycidae.